# Rolf Hübner (Agrarwissenschaftler)

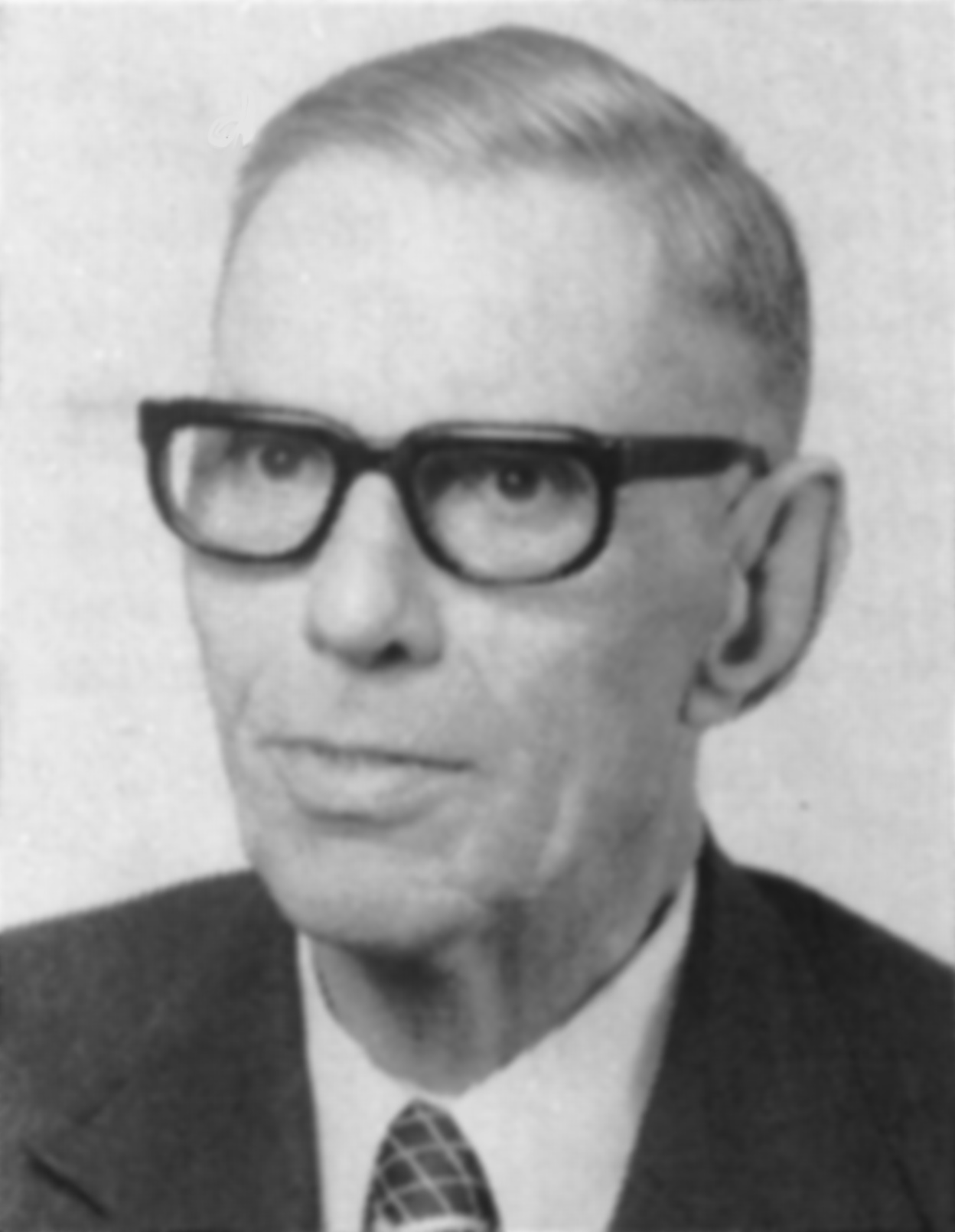
Rolf Hübner

Rolf Hübner (* 3. Dezember 1908 in Hamburg; † 14. Oktober 1978 in Bad Hersfeld) war ein deutscher Pflanzenbauwissenschaftler. Er lehrte zunächst an der Georg-August-Universität Göttingen und leitete ab 1952 das Institut für Feldfutterbau an der Hessischen Lehr- und Forschungsanstalt für Grünlandwirtschaft und Futterbau Eichhof-Bad Hersfeld.

## Leben und Wirken
Rolf Hübner studierte Landwirtschaft an der Universität Göttingen, wo er unter der Ägide des Pflanzenbauwissenschaftlers Otto Tornau 1935 mit der Dissertation „Die natürlichen Verhältnisse der Göttinger Muschelkalkböden“ promoviert wurde. Anschließend arbeitete er als Assistent am Institut für Pflanzenbau und Pflanzenzüchtung bei den Preußischen Landwirtschaftlichen Versuchs- und Forschungsanstalten Landsberg (Warthe), ab 1938 wieder am Institut für Pflanzenbau in Göttingen. 1941 wurde er zur Wehrmacht eingezogen. 1946 konnte er seine wissenschaftliche Tätigkeit in Göttingen fortsetzen. 1948 habilitierte er sich an der mathematisch-naturwissenschaftlichen Fakultät der Universität Göttingen mit einer Schrift über Chlorophyllgehalt und Werteigenschaften bei Futterpflanzen.
Als Assistent und Privatdozent war Hübner in den ersten Nachkriegsjahren auch zuständig für die an der Universität Göttingen im Rahmen des Diplomstudiengangs für Landwirte durchzuführenden „Pflanzenbaulichen Übungen“. Für diese zentrale agrarwissenschaftliche Lehrveranstaltung schrieb er zwei Lehrbücher: „Praktikum der landwirtschaftlichen Samenkunde“ (1947, 2. Aufl. 1949) und „Praktikum der landwirtschaftlichen Pflanzenkunde“ (1949). Die didaktisch vorbildlich konzipierten Bücher gehörten alsbald zur Pflichtlektüre für alle, die Landwirtschaft an einer deutschsprachigen Hochschule studierten. Von Hübners Samenkunde erschien 1955 eine stark erweiterte Auflage unter dem Titel „Der Same in der Landwirtschaft“.
Von 1952 bis zu seiner Pensionierung im Jahre 1973 leitete Hübner das Institut für Feldfutterbau an der Hessischen Lehr- und Forschungsanstalt für Grünlandwirtschaft und Futterbau auf dem Eichhof (Bad Hersfeld). Gleichzeitig war er stellvertretender Direktor dieser Institution, die 1947 in Wehrda, Kreis Hünfeld gegründet wurde und ab 1952 auf dem Eichhof ihren neuen Standort hatte. Hübner hatte maßgebenden Anteil an der Neueinrichtung dieser Lehr- und Forschungsstätte. Er machte den Eichhof zu einer überregionalen Ausbildungsstätte für landwirtschaftlich-technische Assistentinnen. 1954 wurde ihm der Titel eines außerplanmäßigen Professors verliehen. Bis 1957 hat er einen Lehrauftrag für das Fachgebiet Futterbau an der Landwirtschaftlichen Fakultät der Universität Göttingen wahrgenommen.
In den fast vierzig Jahren von Hübners Tätigkeit auf dem Gebiet der Futterpflanzenforschung standen Fragen der Physiologie, der Anbaubedingungen, der Ertragsbildung, der Saatgutkunde und die Grundlagen des Prüfungswesens im Mittelpunkt. Hervorzuheben sind umfangreiche Feldversuche mit Alexandrinerklee, Persischen Klee, Silomais und Grünhafer. Sein besonderes wissenschaftliches Interesse galt den  Mischsaaten. Deren Eignung für den Futterbau prüfte er in bundesweiten Versuchsreihen auf unterschiedlichen klimatischen Standorten. Beachtenswert ist sein zusammenfassender Übersichtsbeitrag über die pflanzenbaulichen und produktionstechnischen Erfordernisse des Futterbaus in dem von ihm gemeinsam mit Ulrich Wellmann und Gerta Ziegenbein 1964 herausgegebenen Buch „Feldfutterbau als Hauptfrucht“.
Für seine Verdienste um die Entwicklung der Lehr- und Forschungsanstalt Eichhof-Bad Hersfeld wurde Hübner 1978 mit der Ehrenplakette in Silber des Hessischen Ministers für Landwirtschaft und Umwelt ausgezeichnet.

## Wichtigste Publikationen
- Die natürlichen Verhältnisse der Göttinger Muschelkalkböden. Diss. Math.-nat. Fak. Univ. Göttingen 1935.
- Untersuchungen über die Hartschaligkeit der Zottelwicke und ihre Behebung auf züchterischem Wege. In: Landwirtschaftliche Jahrbücher Bd. 85, 1938, S. 751–789.
- Praktikum der landwirtschaftlichen Samenkunde. Wolfenbütteler Verlagsanstalt Hannover 1947; 2. unveränd. Aufl. ebd. 1949.
- Untersuchungen über Chlorophyllgehalt und Werteigenschaften bei Futterpflanzen in Abhängigkeit von der Wasserversorgung und Belichtung und der Nährstoffversorgung im Feldversuch. Habil.-Schr. Math.-nat. Fak. Univ. Göttingen 1948. – Auszug in: Zeitschrift für Acker- und Pflanzenbau Bd. 91, 1949, S. 200–233 und 374–414.
- Praktikum der landwirtschaftlichen Pflanzenkunde. Wolfenbütteler Verlagsanstalt Wolfenbüttel 1949.
- Der Same in der Landwirtschaft. Sein Aufbau, seine Bedeutung und Bestimmung. Neumann Verlag Radebeul und Dresden 1955.
- Die pflanzenbaulichen und produktionstechnischen Erfordernisse des Hauptfruchtfutterbaus. In: Ulrich Wellmann, Rolf Hübner und Gerta Ziegenbein: Feldfutterbau als Hauptfrucht. DLG-Verlag Frankfurt (Main) 1964, S. 16–47.